# Герб Приазовського району
Герб Приазовського району — офіційний символ Приазовського району, затверджений 29 квітня 2003 р. рішенням сесії районної ради.

## Опис
Щит скошений зліва зеленим і лазуровим. На першому полі стилізований соняшник із золотими пелюстками та чорним осердям; на другому срібний осетер, повернений головою та хвостом до соняшника. Щит обрамлено золотим декоративним картушем з рослинним орнаментом з боків та увінчано золотою морською мушлею. 